# Lignerolles (Indre)
Lignerolles település Franciaországban, Indre megyében. Lakosainak száma 115 fő (2022. január 1.). Lignerolles Châteaumeillant, Saint-Saturnin, Pérassay és Urciers községekkel határos.

## Népesség
A település népességének változása:
| Lakosok száma | 234  | 166  | 136  | 114  | 110  | 104  | 101  | 106  | 108  | 115  |
|               | 1968 | 1982 | 1990 | 2006 | 2013 | 2015 | 2017 | 2019 | 2020 | 2022 |